# Couscous El-Hammama
Le Couscous El-Hammama est un plat traditionnel algérien, originaire de la région de Blida, située dans la plaine de la Mitidja.

## Description
Ce plat ancestral est à base de semoule mélangée à des herbes sauvages comme le Halhal (lavande sauvage), Fliou (menthe de pouliot), Timersat (marrube noir), Benaâman (Coquelicot), Zeitra (Thym), Aklil (Romarin).
Le Couscous El-Hammama il est préparé à base de plantes qui, une fois lavées et débarrassées de leurs racines, sont hachées par les ménagères avant de les mélanger au couscous roulé à la main et cuit à la vapeur dans un couscoussier et qui est très bien pour la santé. Pour la dégustation de ce plat, il est recommandé de l’arroser d’huile d’olive et de le saupoudrer de sucre glace,,.